# Hieracium aquiliforme
Hieracium aquiliforme es una especie de planta con flor del género Hieracium, de la familia Asteraceae, orden Asterales.

## Distribución
Hieracium aquiliforme se distribuye por Islandia.

## Taxonomía
Fue descrita científicamente por (Dahlst.) Dahlst. Fue publicada en Ark. Bot. 3(10): 47 (1904).